# Brestovo, Vladičin Han
Brestovo (izvirno srbsko Брестово) je naselje v Srbiji, ki upravno spada pod Občino Vladičin Han; slednja pa je del Pčinjskega upravnega okraja.

## Demografija
V naselju je po popisu 2002 živel 101 polnoleten prebivalec, pri čemer je bila njihova povprečna starost 48,1 let (44,3 pri moških in 51,9 pri ženskah). Naselje je imelo 38 gospodinjstev, pri čemer je bilo povprečno število članov na gospodinjstvo 3,03.
|  | 290  | 301  | 266  | 239  | 207  | 146  | 115  | 102  | 56   |
|  | 1948 | 1953 | 1961 | 1971 | 1981 | 1991 | 2002 | 2011 | 2022 |

Glede na rezultate popisa iz leta 2002 je to naselje popolnoma srbsko, v času zadnjih petih popisov pa je opazno zmanjševanje števila prebivalcev.
| Etnična sestava po popisu iz leta 2002 | Etnična sestava po popisu iz leta 2002 | Etnična sestava po popisu iz leta 2002 | Etnična sestava po popisu iz leta 2002 | Etnična sestava po popisu iz leta 2002 |
| -------------------------------------- | -------------------------------------- | -------------------------------------- | -------------------------------------- | -------------------------------------- |
| Srbi                                   | Srbi                                   |                                        | 115                                    | 100,0%                                 |
| Neznano                                | Neznano                                |                                        | 0                                      | 0,0%                                   |